# Esperiopsis polymorpha
Esperiopsis polymorpha är en svampdjursart som beskrevs av Topsent 1892. Esperiopsis polymorpha ingår i släktet Esperiopsis och familjen Esperiopsidae. Inga underarter finns listade i Catalogue of Life.